# Grecia (kanton)
Grecia is een gemeente (cantón) in de provincie Alajuela in Costa Rica die onder meer de plaats Grecia omvat. Het beslaat een oppervlakte van 396 km² en heeft een bevolking van bijna 90.000 inwoners.
De gemeente wordt onderverdeeld in acht deelgemeenten (distrito): Grecia (de eigenlijke stad), Bolívar, Puente de Piedra, Río Cuarto, San Isidro, San José, San Roque en Tacares.
Alajuela · Atenas · Los Chiles · Guatuso · Grecia · Naranjo · Orotina · Palmares · Poás · San Carlos · San Mateo · San Ramón · Sarchí · Upala · Zarcero